# دكاكيرية الأنف
دكاكيرية الأنف أو فيتيشية الأنف (بالإنجليزية: Nose fetishism)‏ أو النازوفيليا (بالإنجليزية: nasophilia)‏ هو إضطراب جنسي يتضمن الولع بالأنف، وقد يشمل ذلك الجاذبية الجنسية إلى جوانب مختلفة من مظهر الأنف، مثل الشكل أو الحجم، بالإضافة إلى مناطق معينة مثل قوام الأنف أو فتحتي الأنف.
قد يشعر المصابون بهذا الإضطراب بالإثارة الجنسية من خلال الاتصال الجسدي بالأنف، أو من خلال تخيلات محددة كالرغبة في اختراق فتحتي الأنف باستخدام القضيب أو بالإصبع (انظر تصبيع)، ويمكن أن تشمل الشهوة الجنسية للأنف أيضًا الرغبة في القذف داخل فتحتي الأنف أو على الأنف. بعض الأفراد المصابين بهذا الإضطراب قد يمارس العادة السرية عند النظر إلى شخص لديه أنف يجدونه جذابًا للغاية، وقد يستمتع البعض الآخر بقرص أنف شخص آخر بشدة. قد تتراوح التخيلات في هذا المجال من تخيل أشكال الأنف المستوحاة من أعمال خيالية مثل بينوكيو إلى التخيلات التي تتضمن تغيير الأنف ليشبه أنف حيوان مثل خطم الخنزير بغرض الإذلال الجنسي. يمكن تحفيز هذه التخيلات من القصص المكتوبة، أو الأعمال الفنية، أو الصور الفوتوغرافية التي تم التلاعب بها رقميًا.
ذكر سيغموند فرويد أن بعض الأشخاص قد يعتبر الأنف مثيرًا جنسيًا باعتباره بديل رمزي للقضيب.